# Laze pri Gorenjem Jezeru
Laze pri Gorenjem Jezeru so naselje v Občini Cerknica.